# Baetis yamatoensis
Baetis yamatoensis is een haft uit de familie Baetidae. De wetenschappelijke naam van de soort is voor het eerst geldig gepubliceerd in 1965 door Gose.
De soort komt voor in het Palearctisch gebied.